# Afrikanerhart
Afrikanerhart is het tweede soloalbum van de Zuid-Afrikaanse zanger Bok van Blerk. Het kwam uit in 2009, en werd geproduceerd door Mozi Records.

## Inhoud
1. Tyd om the trek
2. Afrikanerhart
3. Super schalk
4. Brandewyn het nie brieke nie
5. Jou pa is hier
6. Klaar met my
7. Die kaplyn
8. My angel
9. Die kleur van my vel
10. Seilvisskoffel
11. Boeregirl
12. Miss U.S.A.
13. Nooit weer gesien nie
14. Sink of swem
15. Pa en Seun (feat. Steve Hofmeyr)